# Jak ukrást Dagmaru
Jak ukrást Dagmaru je česká filmová komedie z roku 2001 režiséra Jaroslava Soukupa.

## Děj
Václav Hruška je český tajný agent. I přes svoji nemotornost je českou vládou nasazován na ty nejtěžší a nejtajnější úkoly. Všechny své mise řeší poněkud originálním způsobem, ale i tak se mu je daří vyřešit.

## Obsazení
- Jaroslav Sypal jako agent Václav Hruška
- Petra Martincová jako Dagmara
- Václav Mareš jako Předseda vlády
- Jaromír Dulava jako Ing. Polívka
- Jiří Schwarz jako šejk
- Viktor Vrabec jako šéf tajné služby
- Jana Boušková jako Polívka
- Libor Baselides jako Sebastián
- Petr Pelzer jako profesor
- Libuše Havelková jako maminka
- Pavel Rímský jako Bukowski
- Jaroslav Toť jako ředitel hotelu
- Jaroslava Bobková Stránská jako recepční
- Josef Pejchal jako redaktor Petr Petrák
- Čestmír Řanda jako osobní strážce
- Marcela Holubcová jako mondéna
- Ivana Milbachová jako fotolaborantka

## Produkce
Natáčelo se v Klatovech, Železné Rudě, Praze, Srní a na hradě Křivoklát.

### Vydání
Premiéra proběhla 25. října roku 2001.
Film během udílení cen Český lev obdržel cenu Plyšový lev za nejhorší film roku.